# Alfred von Arneth

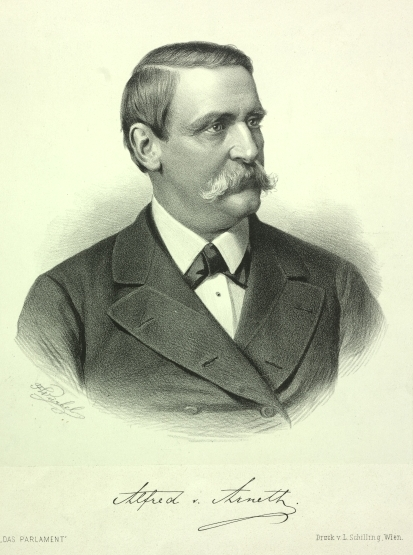
Alfred von Arneth

Alfred von Arneth

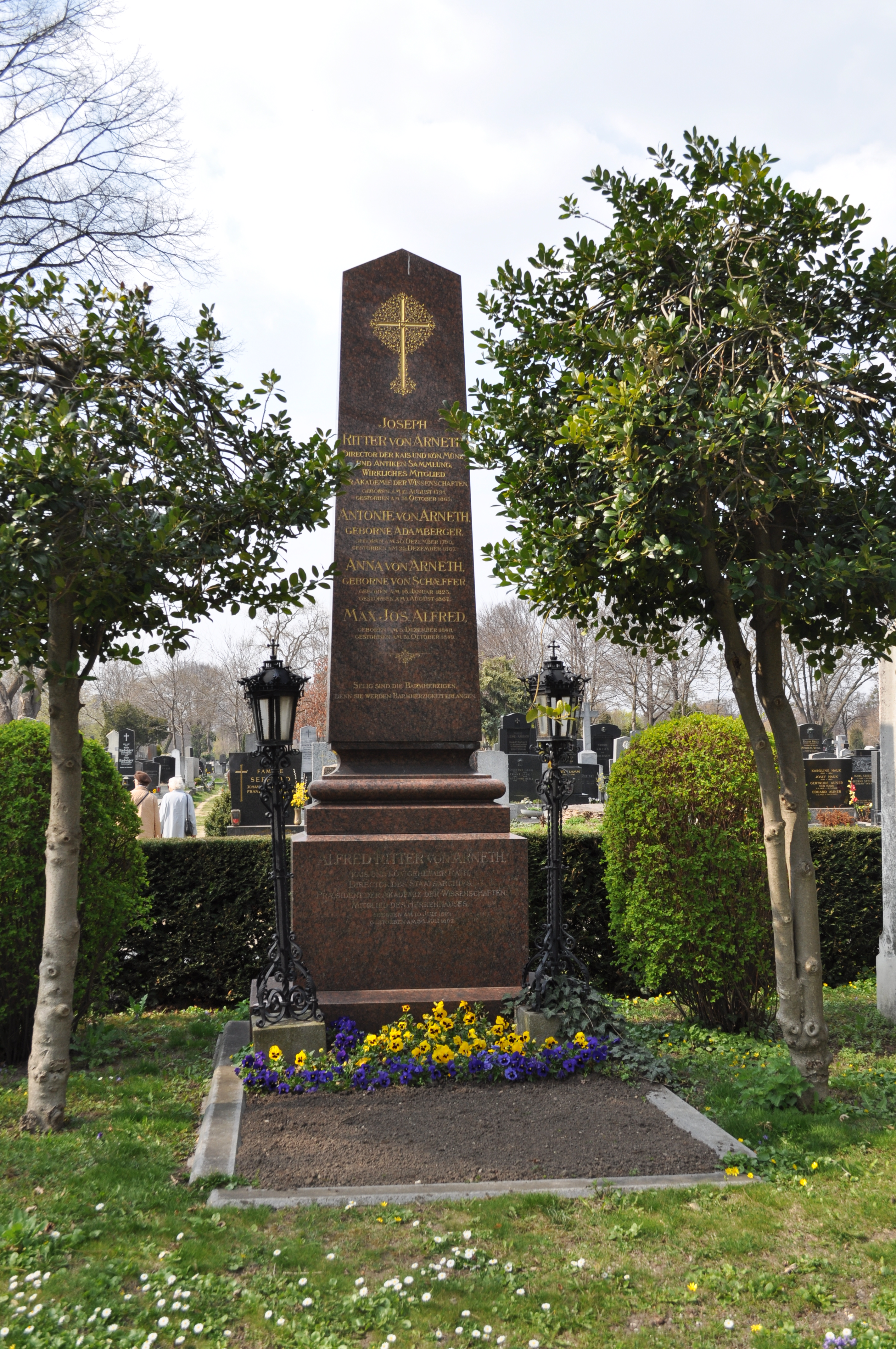
Grab von Alfred von Arneth auf dem Wiener Zentralfriedhof

Alfred Ritter von Arneth (* 10. Juli 1819 in Wien; † 30. Juli 1897 ebenda) war ein österreichischer Historiker und Politiker.

## Biografie
Arneth war der Sohn des Archäologen Joseph von Arneth und der Schauspielerin Antonie Adamberger. Nach Abschluss seines Studiums war er ab 1841 Mitarbeiter der Staatskanzlei und später des k.k. Haus-, Hof- und Staatsarchivs. 1848/1849 gehörte er der Frankfurter Nationalversammlung an, von 1861 bis 1870 dem Landtag von Niederösterreich (wo er in der Wahlperiode 1861–1867 in den Landesausschuss gewählt wurde), ab 1869 war er Mitglied des Herrenhauses im österreichischen Reichsrat und gehörte dort der gemäßigt liberalen Verfassungspartei an. Die Académie royale des Sciences, des Lettres et des Beaux-Arts de Belgique nahm ihn 1864 als assoziiertes Mitglied auf. 1865 wurde er als auswärtiges Mitglied in die Bayerische Akademie der Wissenschaften berufen, wo er bereits seit 1864 Mitglied der Historischen Kommission gewesen war; von 1896 bis zu seinem Tod war er Präsident der Kommission. Arneth wurde 1870 Mitglied der Göttinger Akademie der Wissenschaften und 1876 auswärtiges Mitglied der Accademia dei Lincei. Seit 1868 war er Direktor des Haus-, Hof- und Staatsarchivs und wurde 1879 Präsident der Österreichischen Akademie der Wissenschaften.
Das k.k. Heeresmuseum (heute Heeresgeschichtliches Museum) in Wien fand in Arneth einen besonderen Förderer. Unter dem Vorsitz von Kronprinz Rudolf und Erzherzog Wilhelm war er Mitglied des 1885 gegründeten Komitees, dem die Bildung und Ausgestaltung des Museums oblag, das am 25. Mai 1891 durch Kaiser Franz Joseph eröffnet wurde.
Alfred von Arneth vermählte sich am 30. Mai 1844 mit Nina von Schäfer, Tochter eines Arztes. Diese musste nach dem Tod des Sohnes Maximilian (1848–1849) die weiteren Jahre ihres Lebens in einem traurigen Geisteszustand zubringen († 1867). Die einzige Tochter, Auguste (* 6. März 1845 in Wien; † 28. August 1912 ebendort), war seit 1867 mit Otto Freiherrn von Eiselsberg (* 3. September 1834 in Linz; † 6. November 1896 in Ternberg) verheiratet.
Alfred Ritter von Arneth erlag am 30. Juli 1897 im späteren Trauerhaus, Parkring 16, Wien-Innere Stadt, einem Schlaganfall. – Sein am 2. August 1897 belegtes Ehrengrab befindet sich auf dem Wiener Zentralfriedhof (Gruppe 14 A, Nummer 49).
Posthume Würdigungen:
- Am 28. Oktober 1900 wurde in Wien-Fünfhaus, Goldschlagstraße 28, die Ritter-von-Arneth’sche Bibliothek des Wiener Volksbildungsvereins, dessen Obmann Arneth gewesen war, eröffnet.
- Eine Büste von Arneth befindet sich in der Neuen Aula (Sitz der Österreichischen Akademie der Wissenschaften)

## Schriften
Als Autor
- Das Leben des kaiserlichen Feldmarschalls Grafen Guido Starhemberg (1657–1737). Ein Beitrag zur österreichischen Geschichte. Gerold, Wien 1853. – Volltext online.
- Hauptbericht des Grafen Philipp Ludwig von Sinzendorff an Kaiser Leopold I., nach Beendigung seiner Mission in Frankreich. S.n., Wien 1854. – Volltext online.
- Eigenhändige Correspondenz des Königs Karl III. von Spanien (nachmals Kaiser Karl VI.) mit dem Obersten Kanzler des Königreiches Böhmen, Grafen Johann Wenzel Wratislaw. Kaiserlich-königliche Hof- und Staatsdruckerei, Wien 1856. – Volltext online.
- Prinz Eugen von Savoyen. Nach den handschriftlichen Quellen der kaiserlichen Archive. Drei Bände. Typographisch-literarisch-artistische Anstalt, Wien 1858. – Volltext online: Band 1, Band 2, Band 3.
- Geschichte Maria Theresias. 10 Bände. W. Braumüller, Wien 1863–1879. – Volltext online: Band 1 (1740–1741), Band 2 (1742–1744), Band 3 (1745–1748), Band 4 (1748–1756), Band 5 (1756–1758), Band 6 (1759–1763), Band 7 (1763–1780), Band 8, Band 9, Band 10.
- Beaumarchais und Sonnenfels. W. Braumüller, Wien 1868. – Volltext online.
- Die Wiener Universität unter Maria Theresia. Hölder, Wien 1879.
- Heinrich Freiherr von Haymerle: Ein Rückblick auf sein Leben. Janke, Berlin 1882. – Volltext online.
- Graf Philipp Cobenzl und seine Memoiren (= Archiv für österreichische Geschichte. Bd. 67). Carl Gerolds Sohn, Wien 1885. – Volltext online.
- Aus meinem Leben. 2 Bände. Wien 1891/92. – Volltext online: Band 1, Band 2
- Anton Ritter von Schmerling. Episoden aus seinem Leben 1835, 1848–1849. F. Tempsky, Wien 1895. – Volltext online.
- Johann Freiherr von Wessenberg. Ein österreichischer Staatsmann des 19. Jahrhunderts. 2 Bände. W. Braumüller, Wien 1898. – Volltext online: Band 1, Band 2.

Als Herausgeber
- Die Relationen der Botschafter Venedigs über Österreich im achtzehnten Jahrhundert, nach den Originalen herausgegeben von —. Österreichische Akademie der Wissenschaften, Wien 1863. – Volltext online.
- Joseph II. und Katharina von Russland: Ihr Briefwechsel. W. Braumüller, Wien 1869. – Volltext online.
- Maria Theresia und Marie Antoinette: Ihr Briefwechsel während der Jahre 1770–1780. W. Braumüller, Wien 1865. – (zweite vermehrte Auflage, W. Braumüller, Wien 1866) Volltext online.
- Marie Antoinette, Joseph II. und Leopold II.: Ihr Briefwechsel. K.F. Köhler, Leipzig 1866. – Volltext online.
- Maria Theresia und Joseph II.: Ihre Correspondenz sammt Briefen Joseph’s an seinen Bruder Leopold. 3 Bände. Gerold, Wien 1867/68. – Volltext online: Band 1, Band 2, Band 3.
- Joseph II. und Leopold von Toskana: Ihr Briefwechsel von 1781 bis 1790. 2 Bände. W. Braumüller, Wien 1872. – Volltext online: Band 1, Band 2.
- Briefe der Kaiserin Maria Theresia an ihre Kinder und Freunde. 4 Bände. W. Braumüller, Wien 1881. – Volltext online: Band 1, Band 2, Band 3, Band 4.